# Brand in Thessaloniki 1917

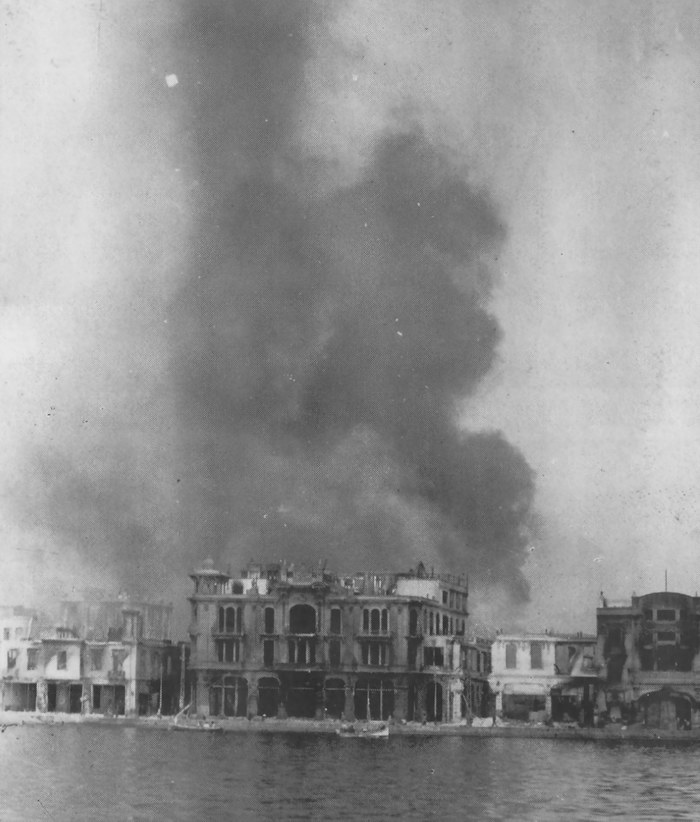
Brand des Luxushotels Splendid beim Brand in Thessaloniki 1917

Der Brand in Thessaloniki 1917 war eine Katastrophe in der griechischen Stadt Thessaloniki (im deutschsprachigen Raum damals üblicherweise Saloniki genannt). Der am 5. Augustjul. / 18. August 1917greg. ausgebrochene Großbrand dauerte 32 Stunden an, zerstörte 9.500 Gebäude im südlichen Stadtzentrum und hatte eine Ausdehnung von etwa einem Quadratkilometer.

## Situation vor dem Brand
1913 hatte Thessaloniki 157.889 eingeschriebene Einwohner. Während des Ersten Weltkriegs wuchs diese Zahl durch Flüchtlinge schnell an, so dass man für 1916 von einer Gesamtbevölkerung von 271.000 ausgeht. Hinzu kam, dass die Stadt der wichtigste Nachschubhafen für die seit 1915 an der Salonikifront eingesetzte Armée d’Orient war. Ein großer Teil ihrer mehr als 300.000 Soldaten war in der unmittelbaren Umgebung der Stadt stationiert.

## Ursache und Ausbreitung
Der Brand brach gegen 15:00 Uhr in der Straße Olympiados 3 aus, einer Flüchtlingsunterkunft im Distrikt Mevlane. Dies geht aus den Vernehmungen durch das örtliche Amtsgericht am 5. September hervor. In einer Küche entzündete ein Funkenflug in der Nähe gelagertes Stroh. Durch die Wasserknappheit und die fehlende Kooperation der Nachbarschaft konnte das Feuer zunächst nicht gelöscht werden. Das Feuer breitete sich in zwei Richtungen aus: Vom Diikitirio (ein Regierungsgebäude) über die Straße Agiou Dimitriou sowie vom Markt zur Straße Leontos Sofou. Während das Diikitirio rasch gerettet werden konnte, entwickelte sich das übrige Feuer durch den Wind an zwei Fronten weiter in das Stadtzentrum vor. Am frühen Morgen wechselte der Wind seine Richtung und zerstörte das komplette Handelszentrum. Gegen 12:00 Uhr erreichte es die Hagia Sophia und setzte sich weiter ostwärts fort zur Straße Ethnikis Amynis (früher Hamidie), wo es erstarb. Am Abend des 6. Augustjul. / 19. August 1917greg. waren alle Feuer gelöscht. Noch an diesem Tag waren von der etwa 50–60 km entfernten Salonikifront aus schwere Rauchwolken über der Stadt sichtbar. Anzeichen für eine Brandstiftung fand man nicht. Am 11. Augustjul. / 24. August 1917greg. brach ein neuer Brand aus, durch den weitere 1.000 Häuser zerstört wurden.

## Probleme bei der Brandbekämpfung

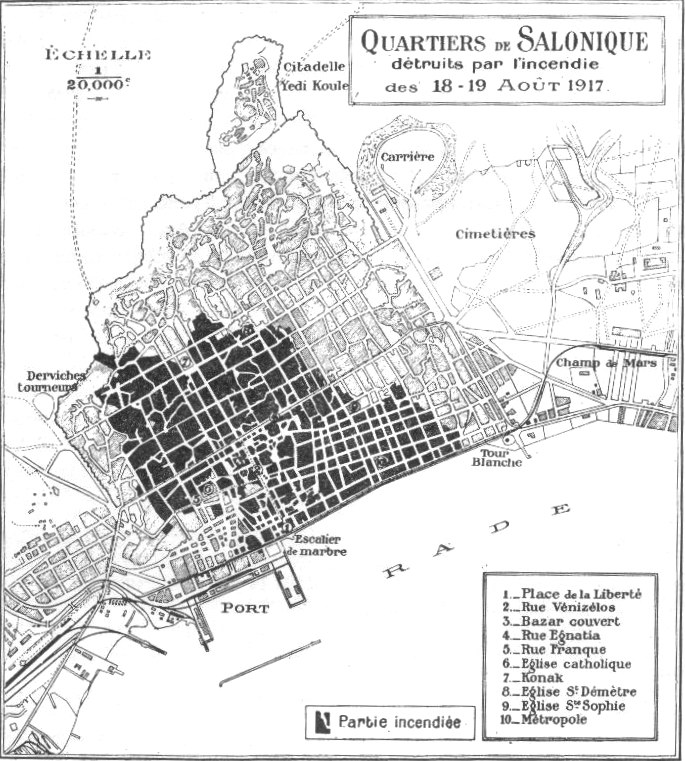
Karte mit der Darstellung der betroffenen Gebiete

Die Ausbreitung des Brandes wurde durch die enge Bebauung der Stadt mit Holzhäusern und starken Wind begünstigt. Zudem gab es keine organisierte Feuerwehr und – auch durch die Bevölkerungszunahme verursachten – Wassermangel. Französische und britische Soldaten halfen bei den Löscharbeiten und konnten einige Gebäude retten, des Weiteren nahmen sie Evakuierungen vor. Eine griechische Untersuchung des Brandes erhob allerdings schwere Beschuldigungen gegenüber der Entente, insbesondere gegenüber den französischen Truppen. So habe u. a. nicht genügend Löschwasser für die Brandbekämpfung zur Verfügung gestanden, da der Großteil der Wasserreservoirs für Feldlager am Stadtrand verwendet worden sei, die auch auf Bitten hin kein Wasser abgegeben hätten. Auch seien französische Truppen nicht entschieden genug bei der Sprengung von Gebäuden vorgegangen, um eine weitere Ausbreitung des Brandes zu verhindern. Hinzu kamen Berichte über Plünderungen, zwei überführte Soldaten wurden auf Anordnung des französischen Generals Maurice Sarrail standrechtlich erschossen.

## Schäden
Der Brand zerstörte 9.500 Gebäude, drei Viertel der Altstadt und 32 % der Stadt wurden zerstört: Agiou Dimitriou, Leontos Sofou, Nikis, Ethnikis Amynis, Alexandrou Svolou, und Egnatia (ab Agia Sofia). Total zerstört wurden das Postamt, das Telegraphenamt, die Stadthalle, die Unternehmenszentralen der Wasser- und Gasversorgung, die Ottomanische Bank, die Nationalbank, Wertgegenstände der Bank von Athen, Teile des Kirchengebäudes Hagios Demetrios, zwei orthodoxe Gotteshäuser, zwölf Moscheen sowie 16 von 33 Synagogen. Der Brand zerstörte 4.096 von 7.695 Ladengeschäfte, 70 % aller Arbeitsplätze im Privatsektor gingen verloren. Insbesondere die große jüdische Gemeinde wurde hart getroffen. Von den etwa 79.000 Personen, die durch den Brand obdachlos wurden, waren mehr als 50.000 Juden, etwa 12.500 orthodoxe Christen und 10.000 Muslime. Trotz des Ausmaßes der Katastrophe waren kaum Todesopfer zu beklagen. Bereits kurz nach dem Brand war in zeitgenössischen Berichten von rund 70.000 Obdachlosen sowie einer geringen Zahl von Toten die Rede.

## Hilfsmaßnahmen
Die Hilfe für die Opfer begann bereits am ersten Tag. Die obdachlos gewordenen Personen konnten teilweise in umliegenden Dörfern untergebracht werden, außerdem wurden für sie Lager sowie vom Amerikanischen Roten Kreuz Küchen errichtet. Insgesamt wurden von den Behörden 100 Notunterkünfte für 800 Familien gebaut. Die britischen Streitkräfte errichteten drei Zeltplätze mit insgesamt 1.300 Zelten für 7.000 Personen. Das französische Militär baute Unterkünfte für 400 Familien. Die griechischen Behörden richteten Lebensmittelversorgung für 30.000 Personen ein. Des Weiteren engagierten sich die amerikanischen, britischen und französischen Streitkräfte sowie das Rote Kreuz bei der Lebensmittelhilfe. Die griechische Regierung stellte 1,5 Mio. Drachmen Soforthilfe zur Verfügung. Ferner wurde landesweit zu Spenden aufgerufen. 5.000 Opfer wurden kostenlos mit der Bahn in die Städte Athen, Volos und Larisa gebracht. Einige hundert Juden emigrierten nach Westeuropa und in die USA. Am 14. Augustjul. / 27. August 1917greg. besuchte König Alexander die zerstörte Stadt.

## Folgen und Wiederaufbau
Das betroffene Gebiet wurde unter der Leitung von Ernest Hébrard neu aufgebaut. Hébrard nahm die Gelegenheit wahr, Korrekturen im Stadtplan vorzunehmen und Alleen und Plätze anzulegen.